# Evolution (альбом Kobra and the Lotus)
Evolution — шостий студійний альбом канадського хеві-метал-гурту Kobra and the Lotus. Робота була випущена 20 вересня 2019 року на Napalm Records.

## Фон
У липні 2019 року колектив випустив перший сингл з майбутнього альбому — «Гори!».

## Критичний прийом
Blabbermouth.net стверджує, що «майбутня платівка показує, що гурт пронизаний новим запалом, який проявляється через незаперечні хуки, високі гітарні рифи, маршируючі удари барабанів і душевний, бомбезний вокал головної співачки Кобри Пейдж». кажуть, що «більше не зв'язаний старими формулами й очікуваннями минулого, „Evolution“ має звучання, яке є експансивним і, часом, межує з відвертою пихатістю», і що «кожна пісня схожа на хіт Active Rock, який тільки що створюється». , але все ще зберігаючи твердість і гарячкову інтенсивність, якими давні шанувальники захоплювалися від Kobra and the Lotus".
Джо Дівіта з Loudwire стверджує, що «пісня відходить від минулих металевих нахилів Kobra і Lotus, занурюючись у глибокі, круті канавки сучасного хард-року» і що «ця платформа дозволяє фронтвумен Kobra Пейдж взяти на себе центр уваги з її домінуючим набором труб».

## Трек-лист
| #     | Назва                      | Тривалість |
| ----- | -------------------------- | ---------- |
| 1.    | «Evodem»                   | 0:54       |
| 2.    | «Evolution»                | 4:37       |
| 3.    | «Burn!»                    | 2:44       |
| 4.    | «We Come Undone»           | 3:41       |
| 5.    | «Wounds»                   | 3:46       |
| 6.    | «Thundersmith»             | 3:40       |
| 7.    | «Circus»                   | 3:42       |
| 8.    | «Wash Away»                | 5:08       |
| 9.    | «Liar»                     | 3:32       |
| 10.   | «Get the Fuck Out of Here» | 3:23       |
| 11.   | «In the End»               | 5:05       |
| 40:12 |                            |            |

## Чарти
| Чарти (2019)                                 | Номер позиції |    |
| -------------------------------------------- | ------------- | -- |
| Німеччина German Albums (Offizielle Top 100) | 98            | 98 |